# Bitwa pod Helgolandem (1864)
Bitwa pod Helgolandem – bitwa morska stoczona 9 maja 1864 pomiędzy okrętami austriackimi i pruskimi a duńskimi podczas drugiej wojny o Szlezwik w 1864. Było to ostatnie starcie morskie toczone w szyku liniowym przez drewniane okręty, chociaż już o mieszanym napędzie parowo-żaglowym. Starcie pozostało nierozstrzygnięte, lecz siły austriacko-pruskie zostały zmuszone do wycofania. W 1914 pod Helgolandem stoczono ponadto bitwę morską między flotą brytyjską a niemiecką.

## Podłoże
Dania, tocząca wojnę z Prusami o prowincję Szlezwik, w marcu 1864 zastosowała blokadę morską pruskich portów. 17 marca pruska eskadra okrętów zaatakowała duńską eskadrę pod Rugią, lecz po krótkiej walce, słabsze pruskie okręty wycofały się do portu. Ponieważ pruska flota nie mogła się mierzyć z duńską, sprzymierzona z Prusami Austria, posiadająca liczną flotę na Adriatyku, wysłała eskadrę okrętów w celu przełamania duńskiej blokady. W skład eskadry, dowodzonej przez komandora Wilhelma von Tegetthoff, weszły dwie parowe fregaty „Schwarzenberg” (50 dział) i „Radetzky” (31 dział) o napędzie śrubowym. 1 maja, w pobliżu wyspy Texel, do zespołu tego dołączyły trzy małe pruskie kanonierki: „Basilisk”, „Blitz” i „Preussischer Adler”.
W celu przechwycenia austriackiej eskadry, Duńczycy skierowali swoją eskadrę Morza Północnego, składającą się z parowych fregat „Niels Juel” (okręt flagowy, 42 działa) i „Jylland” (44 działa) oraz korwety „Heimdal” (16 dział), dowodzonych przez komandora Edouarda Suensona. Siły obu stron były porównywalne, łącznie zespół austriacki posiadał 95 dział, a duński 102 działa.

## Bitwa
9 maja 1864 duńska eskadra, płynąc na południe, napotkała na południowy wschód od Helgolandu austriacko-pruską eskadrę, płynącą na północ na kursie spotkaniowym. Austriacy pierwsi otworzyli ogień o godzinie 13.45. Obie eskadry początkowo wyminęły się, prowadząc ogień. Bitwa ta była ostatnim starciem, w którym drewniane okręty stosowały szyk liniowy. Po zwrocie na zachód, obie eskadry płynęły w równoległych liniach, w odległości od 900 do 400 metrów, strzelając do siebie. Uszkodzenia odniosły głównie „Schwarzenberg” i „Jylland”, lecz ogień duński był nieco skuteczniejszy. Po niecałych dwóch godzinach walki, ożaglowanie i nadbudówki fregaty „Schwarzenberg” zaczęły płonąć i Austriacy zdecydowali wycofać się na neutralne wody koło wówczas brytyjskiej wyspy Helgoland.
O 16.30 Duńczycy przerwali pościg, nie chcąc wchodzić na neutralne wody, których dodatkowo pilnowała brytyjska fregata HMS „Aurora”. W bitwie zginęło 37 austriackich marynarzy, a 92 raniono - z tego większość na „Schwarzenbergu”, na którym ogień udało się ugasić dopiero po północy. Na duńskich okrętach zginęło 14 marynarzy, raniono 54 (inne dane: 39 zabitych, 29 rannych).

## Podsumowanie

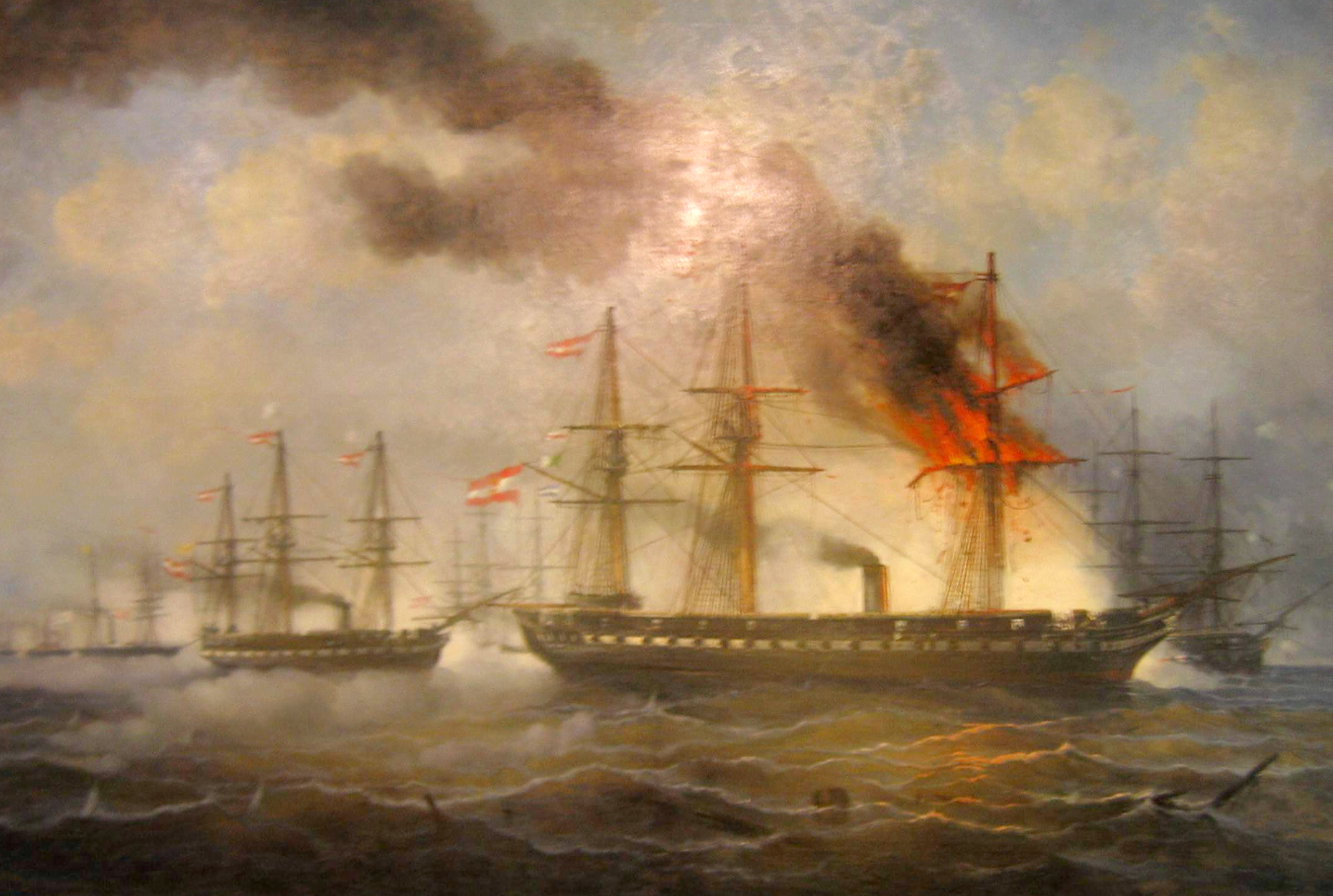
Bitwa pod Helgolandem. Na pierwszym planie fregaty austriackie: „Schwarzenberg” (po prawej) i „Radetzky” (po lewej)

Bitwa zakończyła się bez wyraźnego rozstrzygnięcia. Dla Duńczyków, którzy zmusili przeciwnika do odwrotu, było to taktyczne zwycięstwo podnoszące morale, lecz pozostające bez znaczenia dla losów wojny, w której ich armia została pokonana na lądzie. Sojusznicy odnieśli jednakże korzyść operacyjną, gdyż po bitwie duńska eskadra wycofała się, zdejmując blokadę portów. Kilka dni po bitwie pod Helgolandem podpisany został rozejm. Na skutek bitwy Wilhelm von Tegetthoff został awansowany na kontradmirała i stał się pierwszym austriackim bohaterem morskim.
Fregata „Jylland” aktualnie jest okrętem-muzeum w porcie Ebeltoft.
W 1914 pod Helgolandem stoczono ponadto bitwę morską między flotą brytyjską a niemiecką, podczas I wojny światowej.